# Хирурзи
„Хирурзи“ е български игрален филм от 1976 година на режисьора Иванка Гръбчева, по сценарий на Георги Данаилов. Оператор е Яцек Тодоров. Музиката във филма е композирана от Кирил Цибулка.
Филмът хирурзи е сниман във болницата във Велинград.

## Сюжет
Един ден в болницата на малък провинциален град докарват дете с перитонит. Необходима е спешна операция, но родителите не дават разрешение. Следва усложнения и смърт на детето. Следва анкета и отстраняване на доктора, виновен за случая. На операционната маса отново поставят дете. Изисква се неотложна намеса. Това може да направи само същият доктор...
Този филм е посветен на д-р Ромил Попов, завеждащ тогава Хирургично отделение на болницата в гр. Велинград. Д-р Ромил Попов се е ползвал с изключително доверие и авторитет като лекар. Филмът е заснет в знак на благодарност за висок професионализъм при извършване на сложна операция! Заснетите във филма сцени на операции (заснети опериращи ръцете), са извършени от д-р Попов.  

### Актьорски състав
| Изпълнител                               | Роля                                                   |
| ---------------------------------------- | ------------------------------------------------------ |
| з. а. Васил Михайлов                     | д-р Константин Панов завеждащ хирургическото отделение |
| Михаил Михайлов                          | д-р Никола Димитров хирург                             |
| з. а. Цветана Манева                     | д-р Панова жената на Константин                        |
| Искра Радева                             | д-р Симеонова                                          |
| Антон Радичев (озвучен от Антоний Генов) | д-р Ангелов анестезиолог                               |
| Найчо Петров (озвучен от Николай Бинев)  | болният приятел на легло на д-р Панов                  |
| з. а. Ангел Ламбев                       | д-р Тодоров главен лекар                               |
| Тодор Минков                             | д-р Панайотов следовател                               |
| Михаил Петров                            | д-р Атанасов следовател                                |
| з. а. Стойчо Мазгалов                    | Стефанов бащата на пострадалото дете в катастрофата    |
| з. а. Людмила Чешмеджиева                | Димитрова нимфоманка и жена на д-р Димитров            |
| Ганчо Христов                            |                                                        |
| Пепа Николова                            | циганката                                              |
| Светозар Неделчев                        | д-р Савов хирургът от другата болница                  |
| Димитър Ганев                            | синът на д-р Панов                                     |
| Росен Йотов                              |                                                        |
| Тодор Велков                             |                                                        |
| Александър Михайлов                      |                                                        |

## Награди
- Сребърната награда на Червения кръст[1].